# أكونك (آراغاتسوتن)
مدينة أكونك (بالإنجليزية: Akunk) هي إحدى المدن التابعة لمقاطعة آراغاتسوتن في أرمينيا. يقدر عدد سكانها بـ 603 نسمة حسب الإحصاء الذي جرى عام 2011.